# Portland (Connecticut)
Portland è un comune di 9.543 abitanti degli Stati Uniti d'America, situato nella Contea di Middlesex nello Stato del Connecticut.